# Vigilia
Vigilia (latin: 'vaka') kallas ända sedan de första kristnas tid en nattlig gudstjänst före en stor högtidsdag. Bruket och beteckningen lever kvar i romersk-katolska kyrkan, där vigilia firas kvällen eller natten till juldagen och påskdagen. Även i evangeliska kyrkor förekommer, särskilt på nyårsafton, en midnattsgudstjänst som kallas vigilia.